# 小半山
小半山，是臺灣南投縣南投市的一個傳統地域名稱，位於該市北部偏西。相較於今日行政區，其範圍大致包括福興里不含西北部及南部、鳳山里東部南段的鳳山路兩側地帶，以及草屯鎮碧洲里最南端。

## 歷史
台灣清治末期至日治初期，小半山地區為一街庄，稱為「小半山庄」，隸屬於南投堡。該庄東北及東隔貓羅溪分別與月眉厝庄、營盤口庄為界，東南與林仔庄為鄰，西南邊、西邊及西北邊被草尾嶺庄包圍。
1901年（日治明治三十四年）11月，全台廢縣廳改設二十廳，該庄隸屬於南投廳。1903年（明治三十六年）6月，該庄編入「南投區」，隸屬於南投廳。1909年（明治四十二年）10月，合併二十廳為十二廳，南投區仍隸屬於南投廳。1920年（大正九年），全台地方制度大改正，廢十二廳改設五州二廳，該庄改制為「小半山」大字，隸屬於臺中州南投郡南投街。
戰後南投街改制為南投鎮，隸屬於臺中縣，大字亦改制為里。1950年10月，中、彰、投分治，南投鎮改隸屬南投縣。1981年，南投鎮升格為南投市。

## 聚落
本地區發展較早的聚落為苦苓腳、小半山，在日治期初期的官方地圖上已有記載。此外，本地區尚有幸福花園別墅、吉利社區、南崗別墅、名門別墅等聚落。

## 交通
國道3號又稱「福爾摩沙高速公路」，是貫穿台灣西部的兩條縱向高速公路之一，大致以北北西—南南東走向經過小半山地區東端，並於其北側省道台14乙線交會處設有中興交流道。由此可快速前往台灣南北各地，或於中興系統交流道轉省道台76線以前往彰化平原。
省道台3線（草溪路、南崗三路）俗稱「內山公路」，是臺北至屏東的平面幹道，大致以北北東—南南西走向經貓羅溪橋由本地區東北部邊界入境後，繞彎道轉東南與省道台14丁線兩側平面道路併行一小段路，分叉後轉南南東下平面道路直行以至出境。由該道路向北北東繞彎道轉東北經省道台14乙線立體交叉路口、國道3號高架橋下後可前往草屯、霧峰、大里、台中市區等地，向南南東可前往南投市區、名間、竹山、林內等地。
省道台14丁線（彰南路三段）是芬園至南投苦苓腳的幹道，大致以西北微北—東南微南走向由本地區北部邊界入境後，轉西北—東南走向，至省道台3線高架橋下沿其兩側平面而行，分叉後續沿東南獨行，於苦苓腳聚落轉東南微南以至出境。由該道路向西北微北可前往草尾嶺、同安寮、縣庄、芬園市區東側並止於省道台14線路口，向東南微南可前往林子並止於省道台3甲線路口。
鄉道投18線（鳳山路）是凹窩寮至小半山的道路，其東側端點位於本地區東北部的省道台14丁線路口。由此向南南西轉西再轉西南蜿蜒而行，出境後可前往草尾嶺的新厝仔聚落並止於縣道139號路口。

## 學校
- 僑建國小

## 運動休閒
- 南峰高爾夫球場（南半部）